# (74054) 1998 JT4
(74054) 1998 JT4 – planetoida z pasa głównego asteroid okrążająca Słońce w ciągu 7,81 lat w średniej odległości 3,93 j.a. Odkryta 1 maja 1998 roku.